# Heißbergfriedhof Burtscheid/Aachen

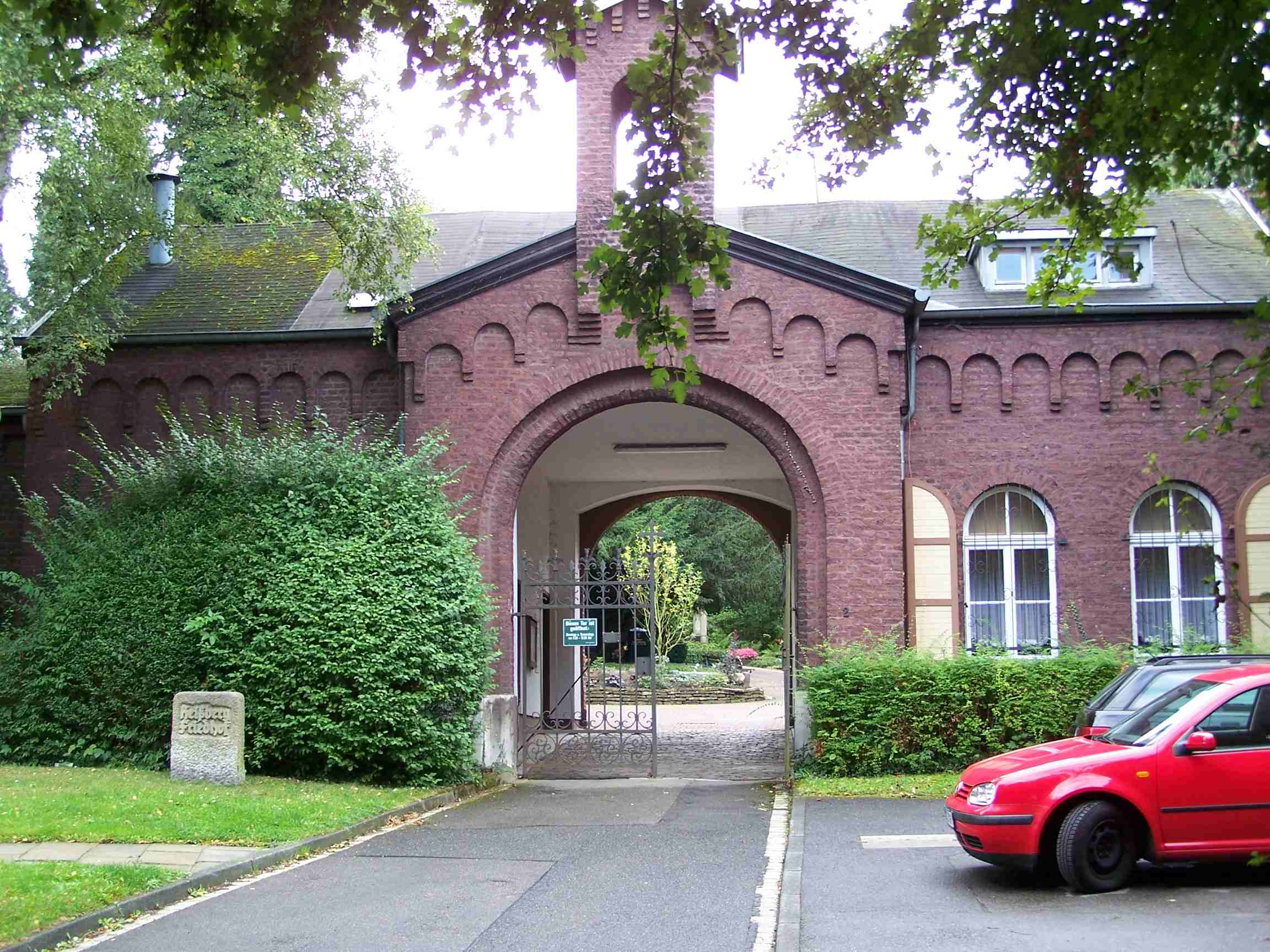
Heißbergfriedhof – Eingangsbereich

Der Heißbergfriedhof ist ein 1862 eingeweihter Friedhof in der damaligen eigenständigen Stadt Burtscheid, die 1897 zu einem Stadtteil von Aachen eingemeindet wurde. Er befindet sich an der Ecke Heißberg- und Kapellenstraße Nr. 2, schräg gegenüber dem Burtscheider Ferberpark. Die Anlage steht in ihrer Gesamtheit unter Denkmalschutz.

## Baugeschichte

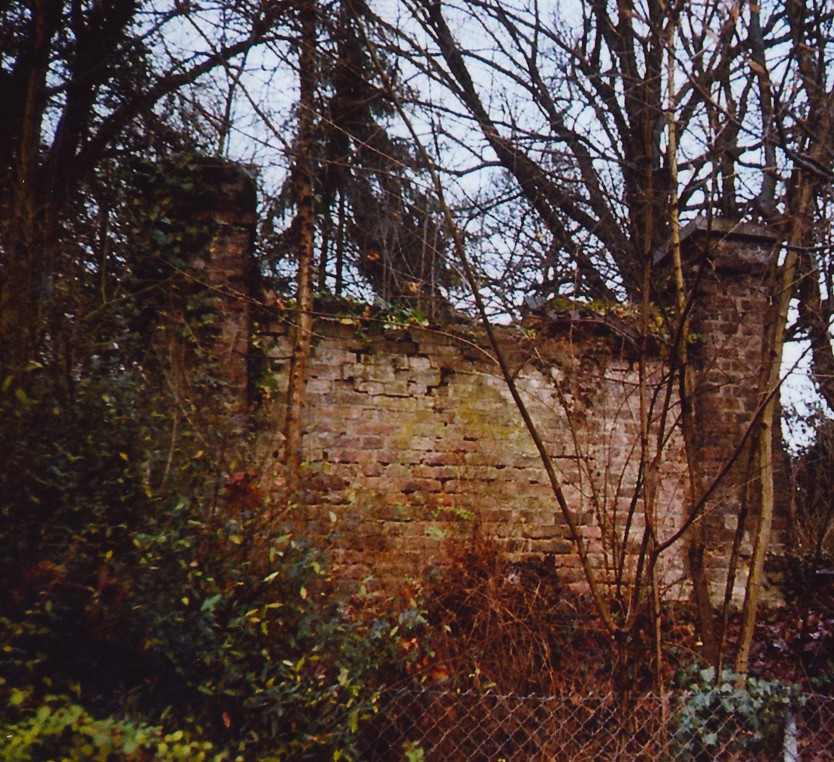
Stück alte Friedhofsmauer

Der Heißbergfriedhof in Burtscheid existiert seit 1862. Bereits am 23. Oktober 1851 wurde das Gelände am Heißberg zur Gründung eines neuen Stadtfriedhofs von der Gemeinde erworben und 1852 die Errichtung der Umfassungsmauer beschlossen, die durch das Bauunternehmen B. Klausener & Rhoen ausgeführt wurde. Der Heißbergfriedhof war der erste Gottesacker für beide Konfessionen, allerdings zunächst noch sauber getrennt: Links die Protestanten, rechts die Katholiken. In den Jahren 1878 und 1889 erfolgte je eine Erweiterung auf die heutige Größe von 1,96 ha. Die ältesten Grabstätten befinden sich im oberen Teil und 1937 wurden die letzten Reihengräber vergeben.
Links hinter dem Eingangsportal liegt die Toten- und Trauerhalle. Der Torbau selbst war anfangs die Dienstwohnung des Friedhofsinspektors. Auf dem Heißbergfriedhof finden sich unter anderem die Grabstätten bedeutender Familien Burtscheids wie beispielsweise Erckens, Kirdorf, Klausener und Pastor, deren Angehörige die florierende Burtscheider Tuch- und Nadelindustrie, das Bauhandwerk aber auch die Politik maßgeblich mitbestimmt und mitgestaltet haben.
Der Eintrag in das Denkmälerverzeichnis lautet:
„Heißbergstr., Ecke Robert-Schumann-Str.“
„1862 eröffnet, Eingangsgebäude wohl etwas später errichtet;“
„Eingangshalle aus Backstein, Grabsteine des späten 19. und frühen 20. Jh.“

## Gestaltung
Für die jeweilige Zeit charakteristische Kunstwerke und Grabanlagen aus der Zeit des Klassizismus bis hin zur Gegenwart bezeugen die Burtscheider Sepulkralkultur. Zwei neogotische Kriegerdenkmäler wurden auf dem Hauptweg errichtet, wobei das eine Kenotaph, dessen Enthüllung am 29. Juni 1868 stattfand, an die Kriegsgefallenen von 1866 erinnert und das andere an die Opfer von 1870/71, die auf den Schlachtfeldern von Gravelotte, Sedan, St. Quentin, Metz, Paris sowie in der Schlacht bei Wörth, Schlacht von Mars-la-Tour, Schlacht bei Orléans und Schlacht bei Villiers gefallen sind.
An der Gestaltung der Gräber waren viele in Aachen und Burtscheid bedeutende Bildhauer beteiligt, so unter anderem Lambert Piedboeuf, Wilhelm Pohl, Carl Esser, Alfred Pieper, Erich von den Driesch, Karl Krauß, Heinrichs und Wings und Joseph Mataré. So schuf Erich von den Driesch beispielsweise eine Sitzende Frauengestalt in Marmor für die dreiteilige Grabanlage der Familie Neuss und für eine andere Anlage eine Trauernde aus dem Jahr 1909, die ein Blumenarrangement in ihrer rechten Hand auf ihrem rechten Knie hält. Auch die Grabstätte der Familie Laaf gestaltete er mit einer Figurengruppe aus Galvanoplastiken, angefertigt in der Kunstanstalt der Württembergischen Metallwarenfabrik (WMF) in Geislingen an der Steige.
Der Aachener Bildhauer Josef Mataré (19. März 1880 – 25. September 1966), Bruder von Ewald Mataré und Vater von Herbert Mataré ist mit der Darstellung des „Faistos“ als Bronzerelief von 1913 auf einer weiteren Grabstätte zu sehen.

## Grabstätten (Auswahl)

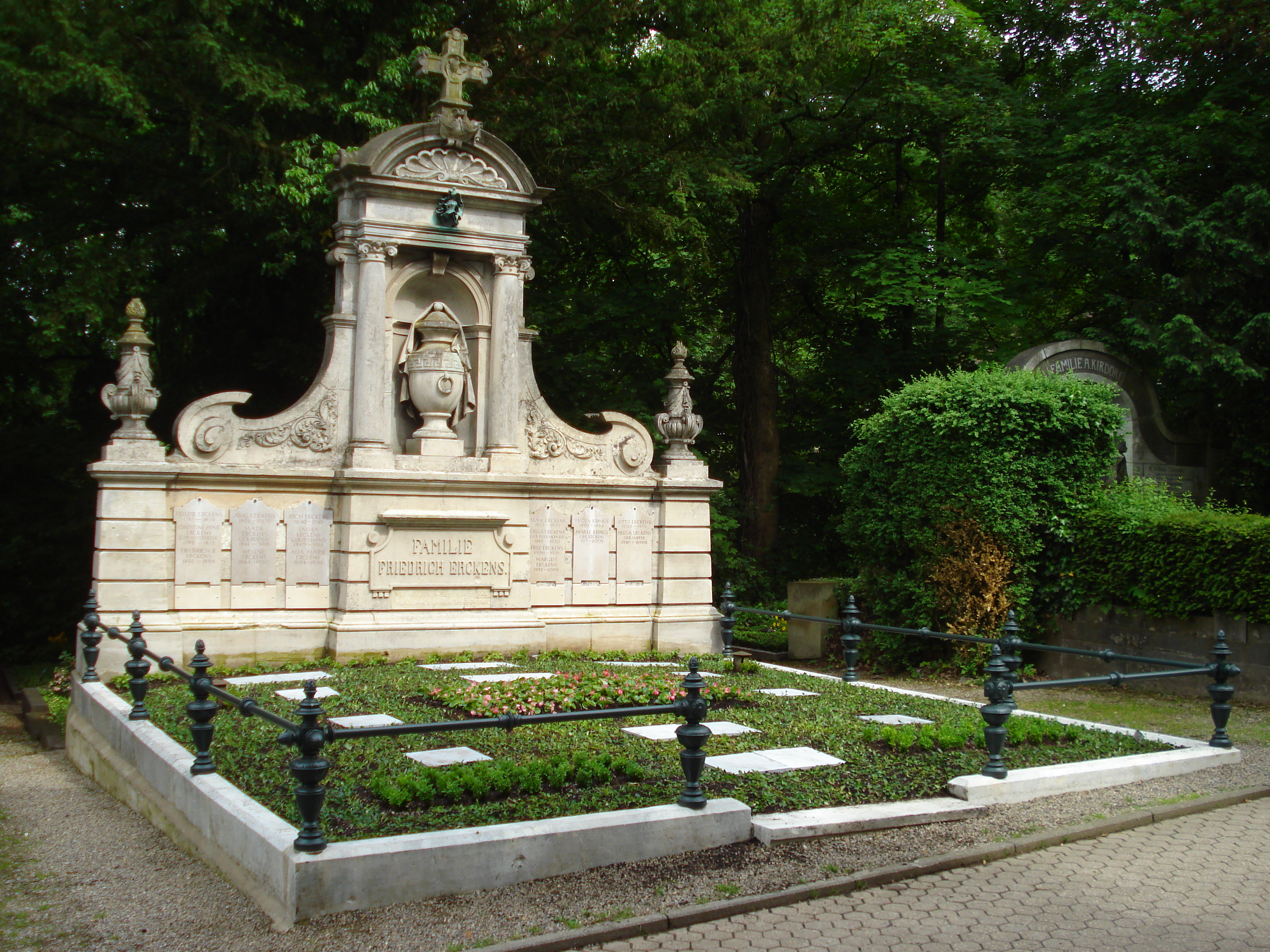
Grabstätte Friedrich Erckens

Auf dem Burtscheider Heißbergfriedhof finden sich die letzten Ruhestätten von zahlreichen bedeutenden Burtscheider Persönlichkeiten der letzten 150 Jahre. So unter anderem:
- Ferdinand Breunung, Musikdirektor in Aachen
- Hugo Cadenbach, Landgerichtsrat

Grabgestaltung Ewald Mies: Kreuz, zwei Sockelmauern,
- Friedrich Erckens, Tuchfabrikant in Aachen-Burtscheid
- Oskar Erckens, Tuchfabrikant in Aachen und Grevenbroich, Geh. Kommerzienrat

Grabgestaltung: Pohl und Esser, dreiteilige Grabanlage.
- Ewald Fettweis, Mathematiker
- Alfons Fritz, Aachener Gymnasiallehrer und Heimatforscher
- Carl von Halfern, Regierungsbeamter und Politiker
- Friedrich von Halfern, Tuchfabrikant und Bankdirektor.

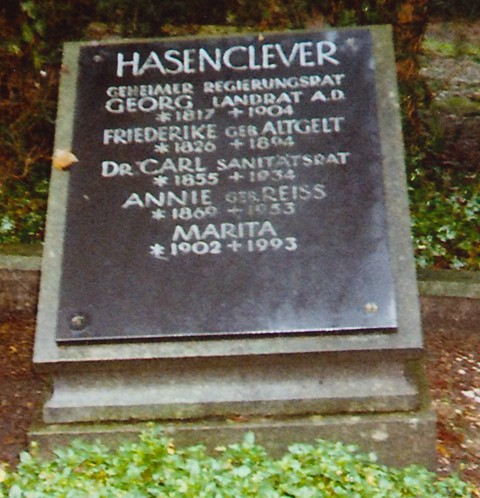
Grabstein der Familie Hasenclever

- Familie Hasenclever

Die Gestaltung von Karl Krauß erfolgte um 1894 und besteht aus einem Pultstein auf einem Sockel mit einer schwarzen aufgesetzten Granitplatte, in welche die Namen der Verstorbenen eingemeißelt und geweißt sind. Georg Hasenclever (1817–1904; Geh.Regierungsrat und Landrat) ist der Vater von Sanitätsrat Carl Hasenclever (1855–1934) und Großvater von Walter Hasenclever. 1894 verstarb die Frau von Georg Hasenclever Frederike, geb. Altgelt (* 1826), 1953 Walter Hasenclevers Mutter Annie, geb. Reiss (* 1869). Walter Hasenclevers Schwester Marita lebte von 1902 bis 1993, sein Bruder Paul von 1897 bis 1988 (Grabstelle: Neuer Friedhof Sylt-Westerland, mit Ehefrau Mimi [1902–1989] und ältester Tochter Ellen [1923–1991]). Auf dem Grab der Familie Hasenclever fehlt ein Hinweis auf Walter Hasenclever und seine Grabstelle auf dem Friedhof Saint-Pierre in Aix-en-Provence, gepflegt vom Nachlassverwalter, dem Literaturarchiv Marbach.
Familie Hasenclever steht im Zusammenhang mit dem Aachener Bergbau, der Chemie und Rothe Erde.
- Leo Hugot, Architekt und Bauhistoriker. Mausoleum, ehem. Grabstätte Strom.
- Wilhelm Leopold Janssen, Landrat des Kreises Heinsberg
- Wilhelm Leopold Janssen, Landrat des Landkreises Aachen
- Hugo Jung, Mediziner und Kunstsammler
- Adolph Kirdorf, Montanindustrieller, Geh. Kommerzienrat.

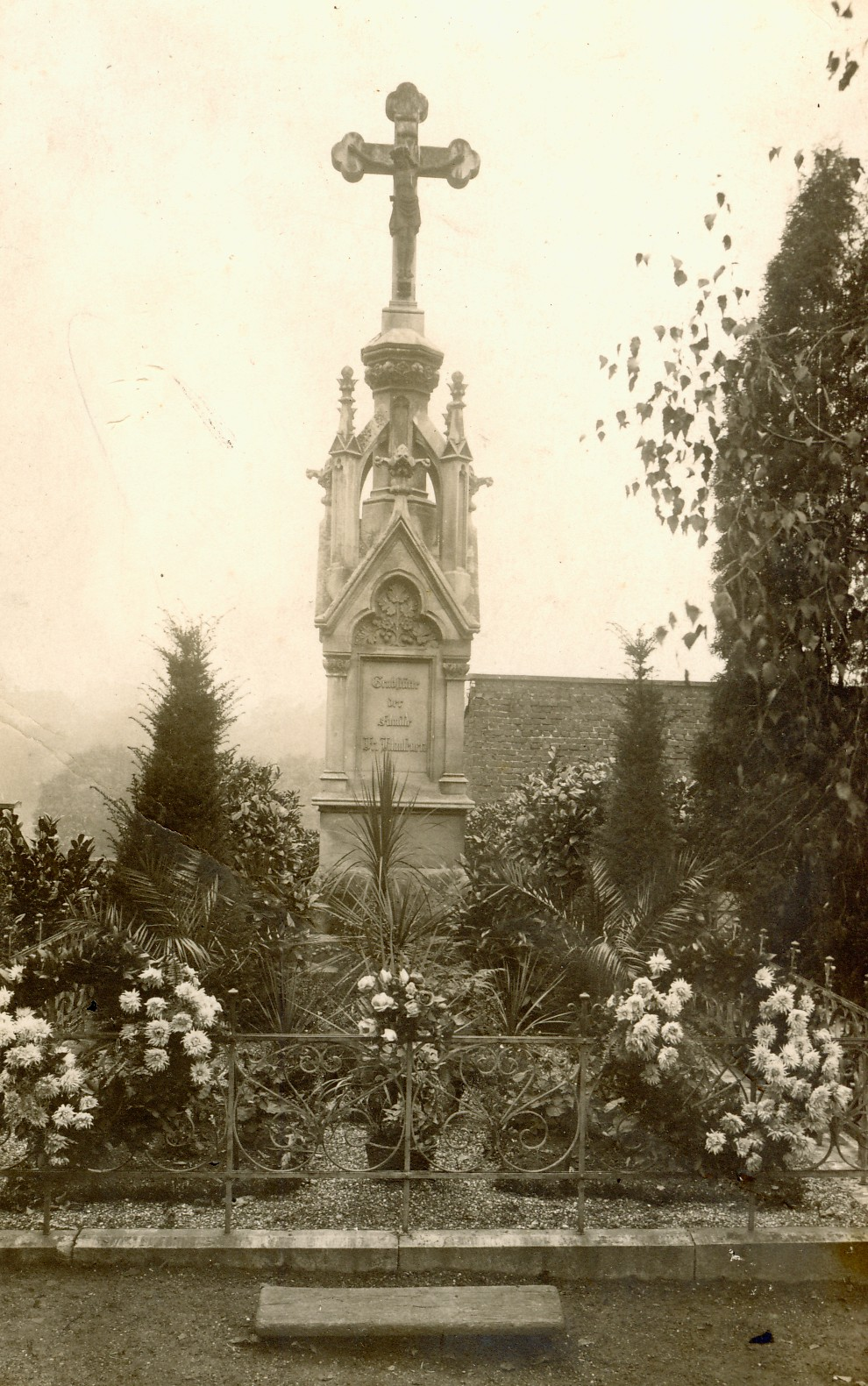
Grabstätte Klausener 1914

- Alfons Klausener, Bürgermeister von Burtscheid und Beigeordneter der Stadt Aachen; Mitglied des Preußischen Abgeordnetenhauses
- Friedrich Klausener, Aachener und Burtscheider Baumeister

Die Höhe des Grabturms beträgt 3,40 m. Die Gruftabdeckung auf der Rückseite hat eine zweiflügelige Eisentür. Der Bodenbelag der mit einem kleinen Altar ausgestatteten Krypta besteht aus einem schwarz-weißen Fliesenmuster.
- Jupp Kuckartz, Aachener Künstler und Grafiker
- Michael Müller, Aachener Autor und Verleger
- Carl Arthur Pastor, Bankier und Versicherungsunternehmer.
- Karl von Pastor, Verwaltungsbeamter und Landrat
- Rudolf Arthur Pastor, Tuch- und Nadelfabrikant und Präsident der IHK Aachen, Verwaltungsratsmitglied der Aachener Feuerversicherung.
- Franz Stettner, Aachener Politiker und Landtagsabgeordneter
- Erich Zurhelle, Gynäkologe und Ärztlicher Direktor am Luisenhospital